# Mouchamps
Mouchamps és un municipi francès situat al departament de Vendée i a la regió de País del Loira. L'any 2007 tenia 2.585 habitants.

## Demografia

### Població
El 2007 la població de fet de Mouchamps era de 2.585 persones. Hi havia 1.036 famílies de les quals 272 eren unipersonals (136 homes vivint sols i 136 dones vivint soles), 340 parelles sense fills, 376 parelles amb fills i 48 famílies monoparentals amb fills.
La població ha evolucionat segons el següent gràfic:
Habitants censats

### Habitatges
El 2007 hi havia 1.168 habitatges, 1.046 eren l'habitatge principal de la família, 49 eren segones residències i 73 estaven desocupats. 1.111 eren cases i 46 eren apartaments. Dels 1.046 habitatges principals, 783 estaven ocupats pels seus propietaris, 247 estaven llogats i ocupats pels llogaters i 16 estaven cedits a títol gratuït; 10 tenien una cambra, 48 en tenien dues, 161 en tenien tres, 271 en tenien quatre i 556 en tenien cinc o més. 845 habitatges disposaven pel capbaix d'una plaça de pàrquing. A 449 habitatges hi havia un automòbil i a 530 n'hi havia dos o més.

### Piràmide de població
La piràmide de població per edats i sexe el 2009 era:
| Homes | Edats   | Dones |
| ----- | ------- | ----- |
| 0     | 95 o +  | 4     |
| 8     | 90 a 94 | 4     |
| 16    | 85 a 89 | 24    |
| 20    | 80 a 84 | 20    |
| 48    | 75 a 79 | 40    |
| 68    | 70 a 74 | 72    |
| 72    | 65 a 69 | 88    |
| 60    | 60 a 64 | 64    |
| 32    | 55 a 59 | 28    |
| 84    | 50 a 54 | 56    |
| 92    | 45 a 49 | 108   |
| 120   | 40 a 44 | 76    |
| 112   | 35 a 39 | 124   |
| 56    | 30 a 34 | 44    |
| 72    | 25 a 29 | 84    |
| 92    | 20 a 24 | 56    |
| 104   | 15 a 19 | 104   |
| 72    | 10 a 14 | 88    |
| 68    | 5 a 9   | 68    |
| 44    | 0 a 4   | 60    |

## Economia
El 2007 la població en edat de treballar era de 1.651 persones, 1.317 eren actives i 334 eren inactives. De les 1.317 persones actives 1.246 estaven ocupades (687 homes i 559 dones) i 71 estaven aturades (22 homes i 49 dones). De les 334 persones inactives 155 estaven jubilades, 95 estaven estudiant i 84 estaven classificades com a «altres inactius».

### Ingressos
El 2009 a Mouchamps hi havia 1.129 unitats fiscals que integraven 2.794,5 persones, la mediana anual d'ingressos fiscals per persona era de 16.669 €.

### Activitats econòmiques
Dels 81 establiments que hi havia el 2007, 2 eren d'empreses alimentàries, 1 d'una empresa de fabricació d'elements pel transport, 8 d'empreses de fabricació d'altres productes industrials, 16 d'empreses de construcció, 16 d'empreses de comerç i reparació d'automòbils, 2 d'empreses de transport, 5 d'empreses d'hostatgeria i restauració, 1 d'una empresa d'informació i comunicació, 4 d'empreses financeres, 3 d'empreses immobiliàries, 12 d'empreses de serveis, 6 d'entitats de l'administració pública i 5 d'empreses classificades com a «altres activitats de serveis».
Dels 32 establiments de servei als particulars que hi havia el 2009, 1 era una oficina de correu, 2 oficines bancàries, 1 funerària, 4 tallers de reparació d'automòbils i de material agrícola, 1 autoescola, 3 paletes, 4 guixaires pintors, 4 fusteries, 3 lampisteries, 2 electricistes, 2 perruqueries, 3 restaurants, 1 agència immobiliària i 1 saló de bellesa.
Dels 6 establiments comercials que hi havia el 2009, 1 era una botiga de menys de 120 m², 2 fleques, 1 una carnisseria, 1 una llibreria i 1 una floristeria.
L'any 2000 a Mouchamps hi havia 114 explotacions agrícoles que ocupaven un total de 3.477 hectàrees.

## Equipaments sanitaris i escolars
El 2009 hi havia 1 farmàcia i 1 ambulància.
El 2009 hi havia 2 escoles elementals.

## Poblacions més properes
El següent diagrama mostra les poblacions més properes.